# Vabres (Gard)
Vabres is een gemeente in het Franse departement Gard (regio Occitanie) en telt 98 inwoners (2009). De plaats maakt deel uit van het arrondissement Le Vigan.

## Geografie
De oppervlakte van Vabres bedraagt 4,7 km², de bevolkingsdichtheid is dus 20,9 inwoners per km².
De onderstaande kaart toont de ligging van Vabres (Gard) met de belangrijkste infrastructuur en aangrenzende gemeenten.

## Demografie
Onderstaande figuur toont het verloop van het inwonertal (bron: INSEE-tellingen).